# زهکلوت
زهکلوت، شهری در بخش مرکزی شهرستان جازموریان در استان کرمان ایران است. این شهر، مرکز شهرستان جازموریان است.

## جمعیت
بر پایه سرشماری عمومی نفوس و مسکن در سال ۱۳۹۵، جمعیت شهر زهکلوت برابر با ۶٬۸۳۵ نفر (۱٬۷۹۳ خانوار) بوده است.